# Igreja Católica na Argélia
A Igreja Católica na Argélia é parte da Igreja Católica universal, em comunhão com a liderança espiritual do Papa, em Roma, e da Santa Sé. É a maior comunidade cristã e está organizada em quatro dioceses.O catolicismo é a maior denominação cristã do país, ainda que os cristãos representem menos de 1% da população, e mais de 99% são muçulmanos. O islã é a religião oficial do Estado. Oficialmente, quase todos os cristãos são estrangeiros e muitos vêm da África subsaariana. Tentar converter um muçulmano é punível com multa ou com prisão.

## História

### Cristianismo primitivo
Inicialmente terra de tribos berberes, a Argélia caiu sob o domínio de Cartago antes de florescer sob o domínio romano. A origem apostólica da Igreja do Norte da África não pode ser comprovada. O cristianismo provavelmente iniciou sua difusão a partir de Cartago, que era um importante porto na época, no mais tardar na primeira metade do segundo século. Lá a igreja cresceu rapidamente e muitos romanos e berberes se tornaram cristãos, apesar dos períodos de perseguição severa.

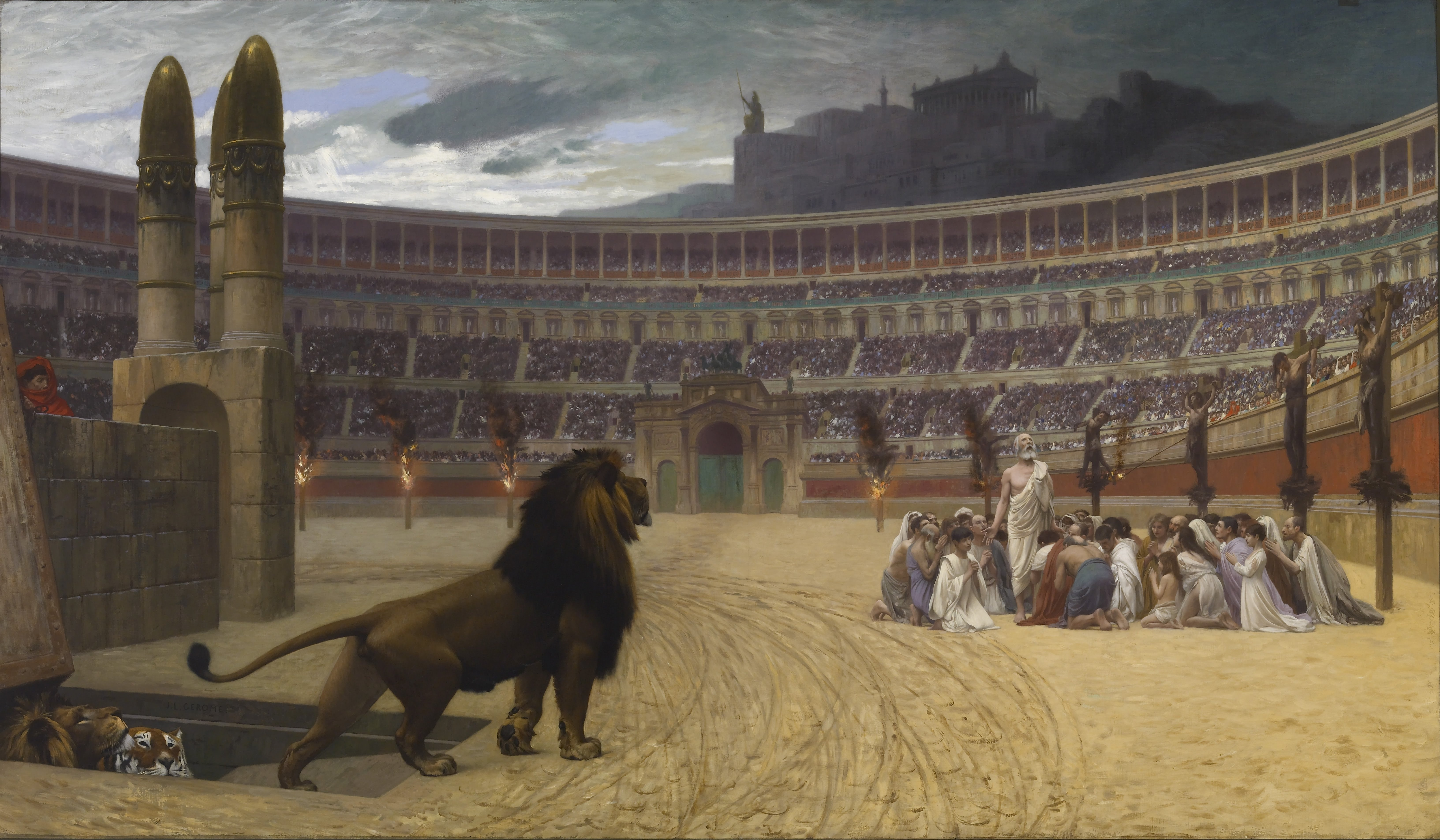
A última oração dos mártires cristãos, por Jean-Léon Gérôme (1883). A Perseguição de Diocleciano tinha o único fim de travar a rápida expansão do cristianismo, e terá sido a mais violenta de todas

Em 197, Tertuliano fez um apelo à penetração cristã geral de todas as classes da sociedade, o que indica que a evangelização havia começado há algum tempo. Um fato marcante é que os bispos eram notavelmente numerosos, uma condição explicada pelo fato de que dioceses pequenas eram comuns. Até o ano 225, pelo menos 70 bispos foram encontrados em locais como a Numídia; em 411, havia 470 bispos católicos e o número havia aumentado para quase 600 em 430. A Igreja caminhava em paz, até que no ano de 197 e especialmente em 202, ocorreu uma perseguição, na qual os mártires mais famosos foram as Santas Perpétua e Felicidade, com outros quatro companheiros. Os registros destes martírios foram feitos possivelmente a Tertuliano, além de quê, outros trabalhos deste escritor indicam que outra perseguição entre 211 e 212 e entre 249 e 250. No entanto, muitos foram martirizados. Neste período surgiram os chamados lapsi, ou seja, os cristãos apóstatas, que abandonavam sua fé para evitar a perseguição do Império Romano.
São Cipriano de Cartago distinguiu-se por seu trabalho, realizado na década de 250, relacionado à caridade para com aqueles que eram vítimas da fome e da peste, e pela convocação de vários sínodos, onde foi tratada a questão da validade do batismo conferida pelos hereges, considerada inválida. O imperador Galiano restabeleceu a paz na Igreja, mas foi abruptamente interrompido pela perseguição de Diocleciano em 295, que começou no exército com o martírio do jovem São Maximiliano de Tébessa. Outros mártires foram o veterano de guerra Tipásio e o porta-estandarte São Fábio. Quando a perseguição se generalizou em 303, reivindicou vítimas na África, incluindo as 19 mulheres e 30 homens de Abitina, perto de Cartago. A paz de 313 não sugeria os graves problemas que a Igreja africana teria mais à frente.

### Heresias e chegada do Islã
Durante o século III, a região viu a chegada da heresia chamada montanismo, ao qual Tertuliano aderiu em sua vida adulta, e, posteriormente, ao maniqueísmo (que não foi considerado uma heresia pela Igreja Católica). Depois, surgiu uma nova heresia, a qual causou estragos na Igreja africana por mais de um século, e era conhecido como donatismo. Sacramentos primordiais para o catolicismo eram a ser menosprezados pelos donatistas, como o Batismo, e até mesmo a Eucaristia. A heresia se espalhou rapidamente, apesar da perseguição do imperador Constantino. A doutrina donatista foi condenada primeiro por uma sentença eclesiástica romana datada de 313 e depois pelo I Concílio de Arles em 314. O criador da seita, Donato, acabou por ser excomungado pelo Papa.

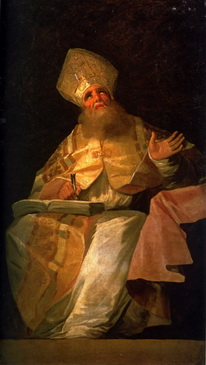
Santo Agostinho

O atual território da Argélia também foi palco do nascimento de Santa Mônica, mais especificamente na cidade de Tagaste. Ela é mãe de um dos mais importantes santos e teólogos da Igreja Católica: Santo Agostinho. Ele foi padre, depois bispo adjunto, até ser nomeado bispo efetivo. Foi responsável pela administração da igreja de Hipona por mais de 30 anos. Veio a falecer em agosto de 430, deixando mais de 100 obras escritas. Santo Optato de Milevi e Santo Agostinho narram tristes detalhes dos horrores perpetrados pelos donatistas, especialmente as circuncisões contra padres e monges católicos. A seita aumentou tão rapidamente que 270 bispos participaram de um concílio donatista de 336. Após sua morte, Donato, foi sucedido por Parmeniano, conhecido por suas organizações e obras anticatólicas, à época. Os próprios donatistas acabaram por se dividir em várias seitas, contra as quais Agostinho pressionou bruscamente suas inconsistências e elaborou sua teologia dos sacramentos.
O imperador Honório auxiliou a causa católica e, em 411, foi realizada uma reunião em Cartago, na qual participaram 286 bispos católicos e 284 donatistas. Bispos de ambos os lados foram autorizados a apresentar seus pontos de vista e, após uma discussão de três dias, o representante imperial anunciou a vitória dos católicos. Em 412, o imperador ordenou que os cismáticos retornassem à Igreja Católica, ameaçando os desobedientes com confisco, punição corporal e deportação. Depois de alguma hesitação, Agostinho admitiu a sabedoria da intervenção do Estado contra as atividades destrutivas dos donatistas e circuncisões realizadas; muitos retornaram à Igreja, e o cisma foi muito enfraquecido. No entanto, o Papa Gregório I veio a reclamar no século VI que o erro ainda não havia sido completamente erradicado da África.
Santo Agostinho também foi um convertido do maniqueísmo, e dedicou uma série de obras brilhantes em refutação ao donatismo; no entanto, surgiria outra heresia que demandou uma resposta do santo, o pelagianismo, o qual pregava que não era necessário o auxílio da graça de Deus para que o homem realizasse atos de virtude.. Ao lado de seu colaborador, Celéstio, Pelágio também negou o pecado original. Paulino de Milão atacou os erros de Celéstio, o qual acabou por ser excomungado em 411. Agostinho rejeitou fundamentalmente o pelagianismo com o lançamento de várias obras, o que lhe rendeu o título de "Doutor da Graça". Os Papas Inocêncio I e Zósimo concordaram com a rejeição.
De 439 a 454, a sé episcopal ficou vazia, até que Genserico, rei vândalo, instituiu um bispo ariano. A liturgia era celebrada em língua vernácula, em oposição à liturgia de Cartago, a qual era quase idêntica à de Roma. O bispo Deográcias, conhecido por sua caridade para com cativos do Saque de Roma, foi sucedido após 24 anos por Eugênio, que também foi feito bispo e conhecido por sua caridade. O bispo Eugênio foi condenado a trabalhos forçados pelos vândalos entre os anos 484 e 487 e depois exilado em Albi, na França (496), onde veio a morrer, no ano 505. Não houve sucessor até 523. Embora Justiniano reconstruísse as igrejas e protegesse a ortodoxia, Cartago declinou sob o domínio bizantino. Após a morte de Justiniano, 565, os bispos que comandaram a sé de cartaginesa não puderam impedir os abusos das autoridades e os católicos se voltaram para a Sé de Roma, que interveio na crise. O concílio de 646 condenou o monotelismo, trazido por refugiados cristãos da conquista árabe da Síria e do Egito, e foi o último evento conhecido da Igreja em Cartago antes da conquista árabe. Na época, a fé era imposta à população, quase sempre a aceitação era a condição para se continuar a viver. Após o ano 698, a Igreja sobreviveu, porém com status inferior. A conquista foi considerada definitiva, com a aceitação massiva do islã pelas tribos locais por volta de 709.

### Monasticismo
Agostinho viajou à Itália em 388, e em seu regresso à África introduziu o monasticismo. Antes, monges e virgens individuais, incluindo irmãs donatistas, já existiam na África, mas não há registros da existência de mosteiros antes de 388. O mosteiro de Agostinho forneceu dez bispos para outras igrejas, que transplantaram a vida monástica para suas novas dioceses. Mesmo durante o período em que os vândalos governaram a África (429-534), o monaquismo floresceu em círculos religiosos e leigos. A vida de São Fulgêncio de Ruspe é um testemunho disso, pois ele seguiu o exemplo de Agostinho e praticou um estilo de vida monástico como leigo, padre e bispo. Mosteiros são encontrados no extremo oeste da Mauritânia Cesariense antes, durante e após a ocupação dos vândalos. Esses bárbaros haviam atravessado a Espanha em 429, cercado Hipona nos últimos dias de Santo Agostinho e rendido Cartago em 439. Todos os reis vândalos arianos que governaram a África — Genserico, Hunerico e Trasamundo — perseguiram severamente a Igreja, com foco no alto clero. Os dois primeiros quase conseguiram extinguir os bispos católicos em favor dos arianos. Por exemplo, na Zeugitana comandada por Genserico, o número de bispos católicos se reduziu de 164 para apenas três. No entanto, em seu desejo de fazer um acordo favorável com o imperador Zenão, Genserico permitiu o retorno dos exilados católicos em 475. Seu filho, Hunerico, obrigou todos os bispos católicos da África a irem a Cartago em 484 para um debate com os arianos. Quinhentos clérigos de Cartago  acabaram por ser açoitados e exilados. Mais tarde, Hunerico deportou cerca de 5.000 católicos, incluindo muitos membros do clero, para viver entre os selvagens mauros e tentou destruir a vida monástica africana, ordenando a "doação" de todos os mosteiros aos selvagens. A perseguição cessou após sua morte, e o novo rei,Guntamundo, permitiu que os bispos exilados retornassem, em 494. O rei Trasamundo foi quem conduziu a perseguição mais severa: nenhum bispo podia ser eleito e, quando esse decreto foi violado em Bizacena, 120 bispos foram exilados na Sardenha, de onde só foram autorizados a retornar após sua morte, quando o rei Hilderico finalmente concedeu um período de paz para a Igreja. O último rei, Gelimero, foi conquistado pelo exército de Justiniano sob o comando de Belisário em 534.

### Império Bizantino

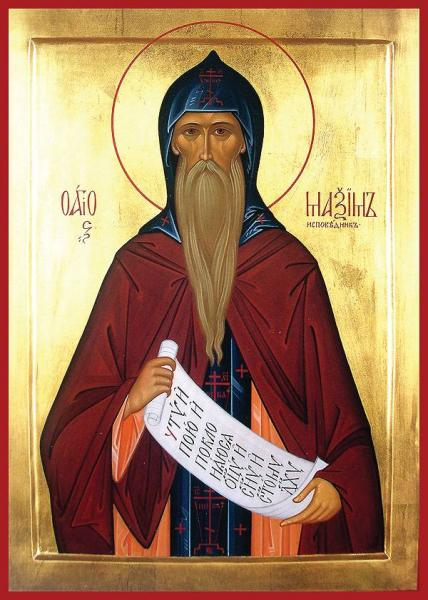
São Máximo, o confessor.

Sob o domínio bizantino, ainda que as tribos não aceitassem bem a prática dos ritos orientais, parte do antigo esplendor da Igreja retornou; teólogos famosos como Fulgêncio Ferrando. Os bispos cartagineses se envolveram em um grande atrito com Justiniano devido a disputas do texto do Sínodo de Constantinopla de 543, episódio que ficou conhecido como Controvérsia dos Três Capítulos, e que levou à excomunhão do Papa Vigílio. Monges e bispos africanos foram exilados por sua oposição.
A ocupação bizantina, no entanto, não trouxe uma paz duradoura para a África. Os mauros infligiram muitas derrotas aos bizantinas e muitos cristãos, incluindo 70 monges, que, com seu abade, Donato, fugiram para a Espanha por volta do ano 570. Entretanto, muitos mauros se converteram ao
cristianismo. No século VII, os imperadores bizantinos favoreceram o monotelismo — uma heresia rejeitada pelos monges africanos sob os ensinamentos de São Máximo, o confessor. Em 638 o Imperador Heráclio, com sua Éctese, impôs o monotelismo em toda a Igreja, e a maioria dos africanos se recusou a assinar o documento e em 645 se revoltou contra seu sucessor Constante II.
As divergências entre o clero africano facilitou o caminho para as invasões árabes, que começaram com um primeiro ataque em 643. Os árabes renderam Cartago em 698 e tomaram a última fortaleza bizantina em Septem, em 709. Os maometanos gradualmente provocaram a extinção do cristianismo, primeiro por uma rápida conversão do volátil dos mauros, depois por um processo de desgaste, reduzindo o número de bispados para três em toda a África no papado de Gregório VII. O cristianismo ainda conseguiu sobreviver no território até o século XI, enquanto que sua presença havia desaparecido por completo no século XIII. Somente no século XIX a fé católica voltaria a surgir no país, quando muitos franceses e outros cristãos expatriados foram para o país. As poucas comunidades cristãs na Argélia que mantinham laços com Roma mantiveram-se até por volta de 1150. o Papa Gregório VII nomeou o bispo de Bône em 1076. Uma comunidade cristã é registrada em 1114, em Al Qala, no centro da Argélia. De modo que a presença cristã havia desaparecido por completo no século XIII, o papel da Igreja Católica permaneceu estático e discreto pelos séculos seguintes.

### Período colonial
Devido à ocupação espanhola do litoral argelino, missionários espanhóis, cuidavam de cativos, soldados e comerciantes cristãos ao longo da costa, mas em 1512 havia tão poucos cristãos na região que o bispo de Constantina nomeado pelo Papa Júlio II aceitou o cargo. A partir do final do século XVI, trinitaristas franceses e espanhóis e vicentinos franceses cuidavam dos escravos cristãos e funcionavam como cônsules da França. No entanto, a situação mudara pouco, já que o Vicariato Apostólico da Argélia realizou poucos esforços para converter os muçulmanos ou renegados cristãos. Em 1830 a França invadiu a Argélia e se apossou do território, restaurando a Diocese de Argel oito anos depois, e sendo elevada a arquidiocese em 1866. A circunscrição foi impedida pelo governo francês de evangelizar os muçulmanos até que Charles Lavigerie fosse ordenado arcebispo (1867). O primeiro bispo de Argel e o primeiro bispo de Constantina renunciaram por causa de dificuldades financeiras de suas dioceses. Os jesuítas começaram o trabalho missionário em Cabília (1839), os vicentinos retornaram em 1842 para dirigir seminários em Argel, Constantina e Orã. Em 1884, enquanto mantinha a Sé de Argel, o cardeal Lavigerie também se tornou arcebispo de Cartago e primaz da África. Grande parte da energia do cardeal Lavigerie durante os últimos oito anos de sua vida foi dedicada à restauração da antiga Sé de Cartago. Além de suprir as necessidades espirituais dos 50.000 europeus que moram na Tunísia, Lavigerie abriu o Colégio de St. Louis para a população muçulmana, confiando-o aos padres brancos.

### Independência

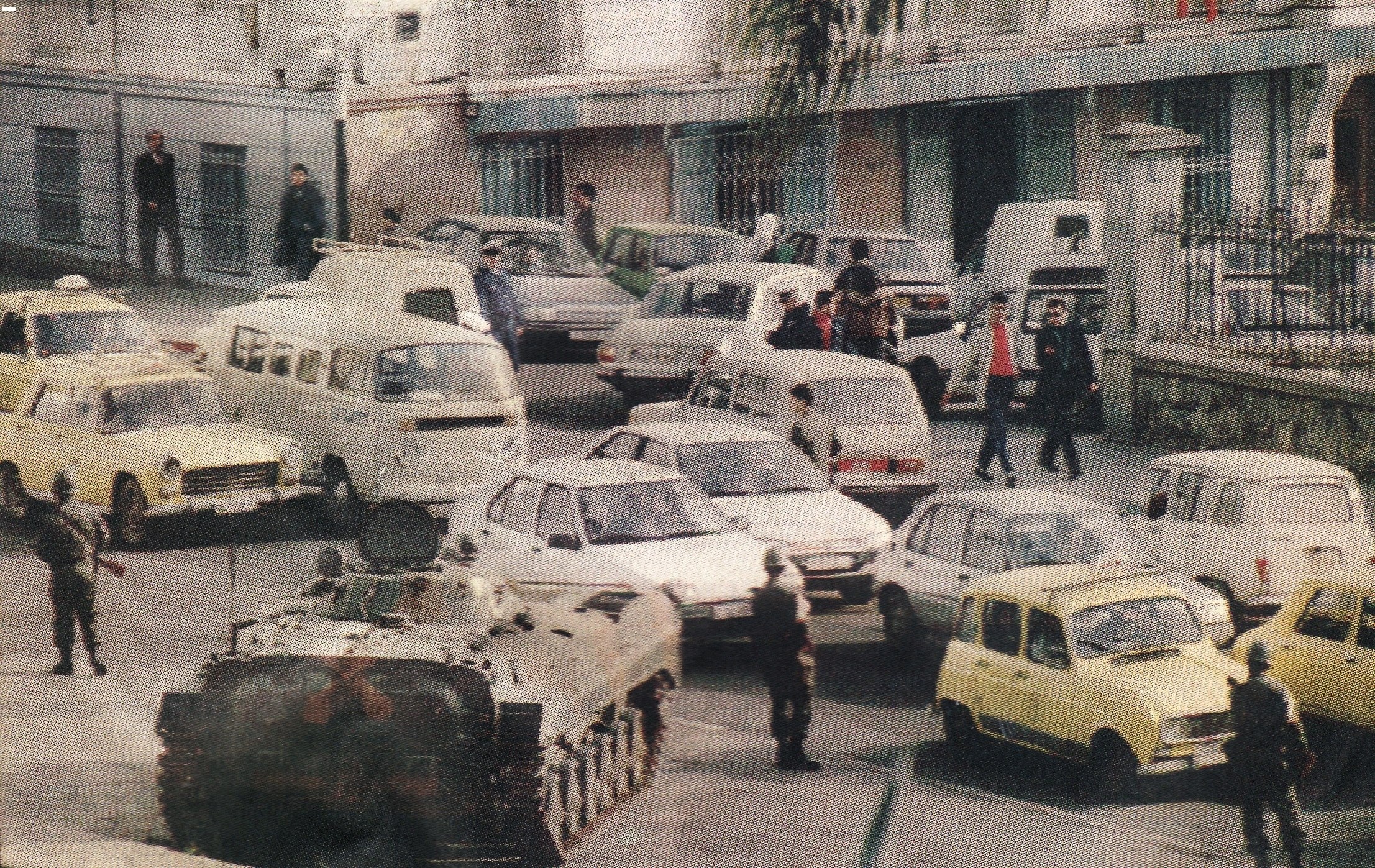
Tanque de guerra nas ruas para garantir a segurança das eleições realizadas em 1991.

Em 5 de julho de 1962, a Argélia se tornou um país independente, e um golpe de Estado em 1965 anunciava a instabilidade que o país atravessaria nos tempos seguintes. A independência provocou um êxodo em massa da população europeia; entre 1962 e 1964, mais de 800.000 católicos deixaram o país. Na nova constituição, de novembro de 1976, o islã foi declarado religião do estado, embora a discriminação religiosa era proibida e as práticas católicas fossem toleradas. Todos os alunos, mesmo os de crenças não islâmicas, que frequentavam escolas primárias e secundárias eram obrigados a estudar o Islã; escolas particulares não tinham autorização do governo argelino para funcionar. Reuniões e grupos religiosos não islâmicos foram proibidos, ainda que o governo tenha continuado a tolerar as celebrações católicas na catedral de Argel e em outros lugares. A disputa política entre grupos muçulmanos durante a década de 1990 levou ao poder o partido fundamentalista Frente Islâmica de Salvação, o qual levou à Guerra Civil argelina, com perseguição aos cristãos em geral e a grupos muçulmanos moderados. Um total de 100.000 pessoas foram mortas entre 1992 e 2000. A situação se agravou ainda mais quando, em abril de 1996, sete monges trapistas foram sequestrados por guerrilhas islâmicas. Apesar dos apelos do Papa São João Paulo II por sua libertação em segurança, no dia 21 de maio eles foram assassinados em retaliação pelo fracasso do governo francês em libertar um terrorista político. Na época, apenas suas cabeças foram encontradas, e tentativas de explicação do crime até hoje são incertas. O caso inspirou o filme Dos Homens e dos Deuses, vencedor do Prêmio Especial do Júri em Cannes de 2010. Logo após, também foi morto  o bispo de Orã, Pierre Claverie, juntamente com seu motorista, em um atentado terrorista. Dezenas de padres, monges e freiras foram mortos na violência brutal islâmica contra os católicos da Argélia, segundo a Anistia Internacional. Em 1997, o papa fez um apelo público para que as pessoas "evitassem provocações e atitudes que ferissem a dignidade humana e os direitos e aspirações legítimas de todas as pessoas", terminando sua declaração chamando os atos dos terroristas de "barbárie feroz". Em meio a propostas de negociações internacionais de paz para resolver a situação na Argélia, no final de 1999, o papa se reuniu com o presidente argelino Abdelaziz Bouteflika para discutir a situação. Felizmente, nenhum outro membro do clero católico perdeu a vida devido ao terrorismo após Dom Claverie.

## Atualmente
Em janeiro de 2000, o contingente armado da Frente Islâmica de Salvação se desfez e muitos se renderam sob uma anistia patrocinada pelo governo de Bouteflika. No mesmo ano citado, como resultado da guerra civil, a Igreja viu seus membros diminuir drasticamente: mais da metade das 177 freiras do país havia partido, enquanto mais de 40 centros missionários foram abandonados. Além do mais, a população católica já se havia reduzido para aproximadamente 20.000, apenas um quinto do número de 40 anos antes. Os católicos formaram comunidades em torno de igrejas maiores nas cidades de Orã, Constantina e Argel por razões de segurança, abandonando algumas das 37 paróquias que permaneceram no país. Dados de 2016, contavam na Arquidiocese de Argel 1.500 fiéis, em treze paróquias, 47 sacerdotes (21 diocesanos e 24 religiosos) e 57 religiosas; na Diocese de Constantina, 1.500 católicos, em sete paróquias e duas missões, com onze sacerdotes (três diocesanos e oito religiosos) e vinte irmãs; na Diocese de Orã, 1.500 fiéis, em sete paróquias, com vinte sacerdotes (a maioria religiosos) e quarenta religiosas; e na Diocese de Laghouat, 2.000 fiéis, em dez paróquias, assistidos por dezesseis sacerdotes (treze religiosos) e 36 religiosas.

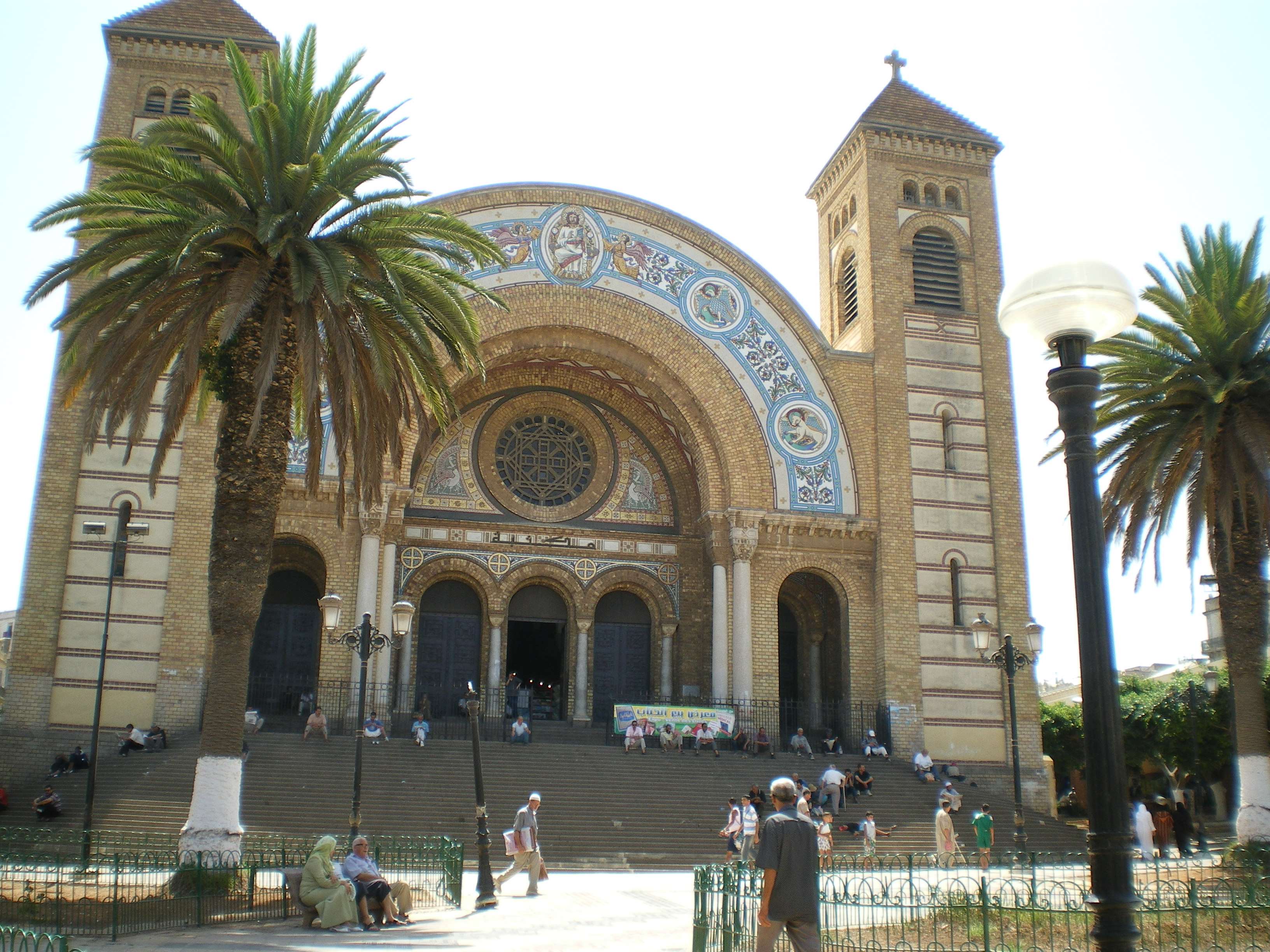
Catedral do Sagrado Coração de Jesus, em Orã.

Em 2008, o padre Wallez, da Diocese de Orã, foi multado preso por um ano por ter feito uma simples oração com católicos camaroneses que vivem no país. O governo alegou que ele não estava num lugar de culto autorizado. Um médico argelino foi também condenado a dois anos de prisão por ter vendido medicamentos à uma comunidade católica de imigrantes africanos, que haviam sido retirados de um centro de saúde destinado a muçulmanos.
Atualmente, a maioria dos cristãos na Argélia são convertidos do islamismo, e boa parte pertencem às tribos berberes que vivem na região da Cabília, no norte do país. Os berberes têm sua própria língua, e, pelas suas diferenças culturais, foram muito discriminados e negligenciados pelo governo argelino durante muitos anos, o que criou condições para que a adesão ao cristianismo se desenvolvesse, apesar da forte pressão do governo e da sociedade. No sul é mais forte a opressão aos católicos, deivod ao maior conservadorismo muçulmano e à atuação mais presente dos grupos extremistas. Tem crescido a preocupação da Igreja Católica argelina, e de outras igrejas cristãs em relação à atuação do Estado Islâmico e de outros grupos fundamentalistas na vizinha Líbia e também de outros grupos extremistas islâmicos que atuam no país. O arcebispo de Argel Paul Desfarges afirma que os estrangeiros e os cristãos da Argélia têm sua total liberdade religiosa na prática, o que não ocorre da mesma forma com os muçulmanos convertidos ao Cristianismo. O prelado afirma que eles não costumam temer ameaças físicas, mas sim com a pressão social e a possibilidade de serem deixados de fora de heranças de propriedades, e também da lentidão do governo em conceder vistos de trabalho a religiosos não muçulmanos. A Igreja Católica tem tomado posições críticas em relação à lei que criminaliza o proselitismo.

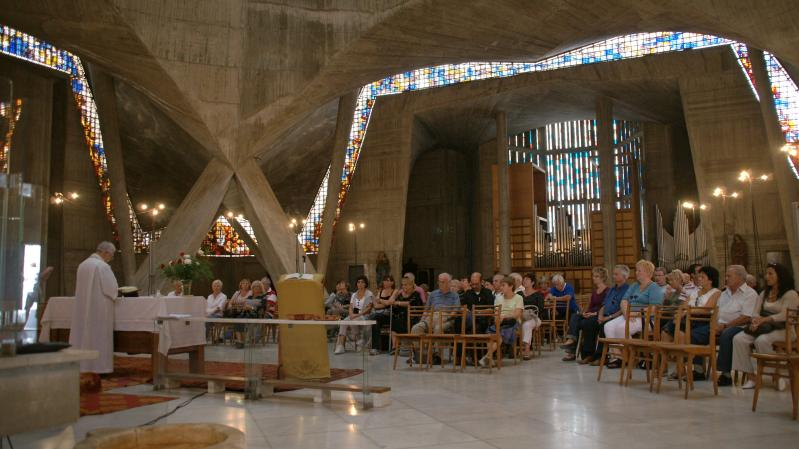
Missa sendo celebrada na Catedral de Argel.

Não é permitido a um sacerdote celebrar a Santa Missa ou administrar os sacramentos onde não exista uma igreja autorizada pelo governo. Vistos de entrada no país para sacerdotes são lentas e difíceis de se obter, além do confisco de todo conteúdo escrito católico na alfândega, principalmente se for de origem francesa. Contudo, a Igreja  vem crescendo no país, e até se fala em um "renascimento". Há fontes que falam que ocorrem em média seis conversões por dia, além de que já existem 13.000 berberes argelinos convertidos, relatando-se também a ocorrência da conversão de alguns pequenos povoados inteiro ao catolicismo ou a outras denominações cristãs. Historicamente, há rivalidades entre os berberes e os árabes na Argélia, devido à conversão forçada ao islã que sofreram no passado, e muitos veem o retorno ao cristianismo como uma forma de oposição e reação.
Em 8 de março de 2018, dois irmãos foram condenados em sua audiência de recurso, após serem detidos portando Bíblias em março de 2015. A condenação consistiu em três meses de prisão cada e multa de 100.000 dinares. Em 8 de dezembro do mesmo ano, a Igreja argelina realizou a beatificação de Pierre Claverie e de outros 18 religiosos do país que foram mortos durante a guerra civil — incluindo também os sete monges trapistas. O enviado especial do Papa Francisco, cardeal Angelo Becciu, realizou a celebração na esplanada da igreja de Nossa Senhora da Cruz, em Orã, e esta foi a primeira celebração católica deste tipo em um país de maioria muçulmana. Contou com cerca de 1.200 fiéis, incluindo familiares dos beatos, religiosos católicos e imãs muçulmanos, assim como o ministro dos Assuntos Religiosos argelino, Mohamed Aissa. O Papa havia sido convidado pelas autoridades argelinas a estar no país para a celebração. O cardeal leu uma mensagem escrita pelo Pontífice aos fiéis:
| “ | Devemos pensar nas feridas do passado e criar uma dinâmica nova de encontro e convivência. Ao lembrar a morte destas 19 vítimas cristãs, os católicos da Argélia e do mundo querem celebrar a fidelidade destes mártires ao projeto de paz que Deus inspira a todos os homens. Querem, ao mesmo tempo, tomar na sua oração todos os filhos e filhas da Argélia que foram, como eles, vítimas da mesma violência. | ” |
|   | — Mensagem do Papa Francisco ao povo argelino para a celebração da beatificação de 19 mártires do país. |   |

Em 2019, o arcebispo de Argel, Dom Desfarges, escreveu uma carta pastoral para a Igreja Católica argelina, chamada Tudo já foi dado! Servidores da comunhão, que dentre outros chamados, convidou os fiéis a dedicarem especial atenção à acolhida, ao acompanhamento, à formação e à vida fraterna, para que a Igreja da Argélia seja unida em sua missão.

## Organização territorial

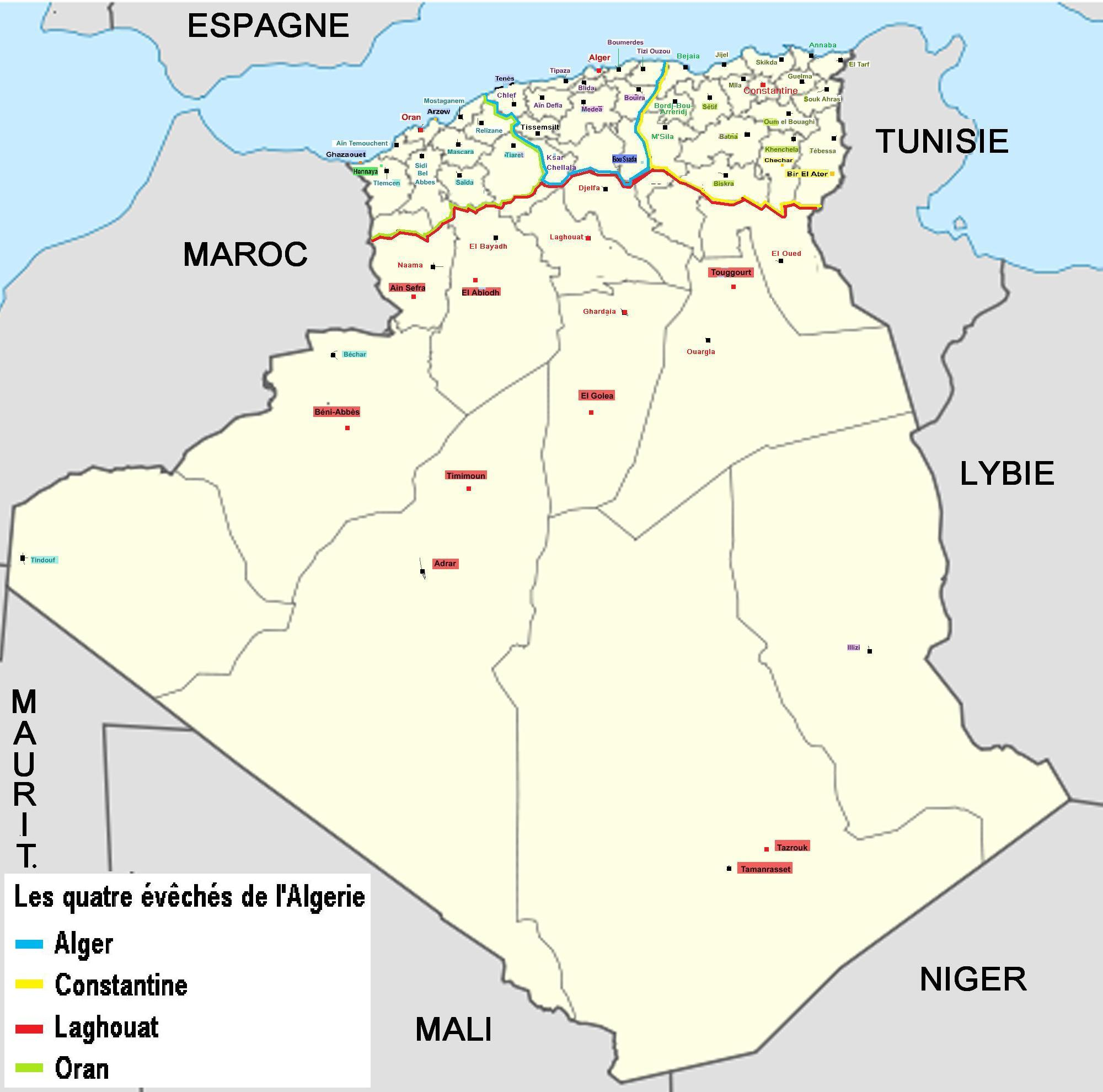
Mapa da divisão territorial das dioceses argelinas

A Igreja Católica tem no território argelino uma sé metropolitana, com duas dioceses sufragâneas, e uma diocese imediatamente sujeita à Santa Sé:
| Circunscrições eclesiásticas católicas da Argélia | Circunscrições eclesiásticas católicas da Argélia | Circunscrições eclesiásticas católicas da Argélia | Circunscrições eclesiásticas católicas da Argélia | Circunscrições eclesiásticas católicas da Argélia |
| Província eclesiástica                            | Circunscrição                                     | Ano de ereção                                     | Catedral                                          | Ref.                                              |
| ------------------------------------------------- | ------------------------------------------------- | ------------------------------------------------- | ------------------------------------------------- | ------------------------------------------------- |
| Argel                                             | Arquidiocese de Argel                             | 1632                                              | Catedral do Sagrado Coração                       | [ 23 ]                                            |
| Argel                                             | Diocese de Constantina                            | 250                                               | Catedral de Santo Agostinho                       | [ 24 ]                                            |
| Argel                                             | Diocese de Orã                                    | 1866                                              | Catedral de Santa Maria                           | [ 25 ]                                            |
| Imediatamente sujeita                             | Diocese de Laghouat                               | 1901                                              | Pró-catedral de Ghardaïa                          | [ 26 ]                                            |

### Sés titulares
Pela sua rica história de presença cristã na Antiguidade, a Argélia já teve diversas dioceses, que hoje são chamadas de sés titulares, ou seja, que estão extintas na prática, mas que ainda possuem seu título. Todas estão listadas abaixo:
1. Acufida
2. Ala Miliária
3. Alba
4. Albums
5. Altava
6. Amaura
7. Âmbia
8. Ampora
9. Águas Albas na Mauritânia
10. Águas na Mauritânia
11. Águas na Numídia
12. Águas Novas na Numídia
13. Águas Sirenses
14. Águas Tibilitanas
15. Aras na Mauritânia
16. Aras na Numídia
17. Arena
18. Arsacal
19. Arsenária
20. Assava
21. Asuoremista
22. Áuguro
23. Ausucura
24. Auzia
25. Azura
26. Babra
27. Bacanária
28. Bádias
29. Bagas
30. Baia
31. Baliana
32. Bamácora
33. Bápara
34. Bárica
35. Belesasa
36. Benepota
37. Betagebara
38. Bida
39. Bita
40. Bocônia
41. Bufada
42. Burca
43. Cesariana
44. Calama
45. Caltádria
46. Capra
47. Cápso
48. Capute Cila
49. Cartenas
50. Casas Calanas
51. Casas na Numídia
52. Casas Medianas
53. Casas Negras
54. Castelo Jabar
55. Castelo na Mauritânia
56. Castelo na Numídia
57. Castelo Mediano
58. Castelo Menor
59. Castelo de Ripa
60. Castelo Tatroporto
61. Castelo dos Tingícios
62. Castelo Tituliano
63. Castra de Galba
64. Castra Nova
65. Castra Severiana
66. Cátabo Castra
67. Cataquas
68. Catro
69. Catula
70. Cedamusa
71. Cedilhas
72. Celerina
73. Celas na Mauritânia
74. Cemeriniano
75. Centenária
76. Centúria
77. Centuriões
78. Ceramussa
79. Cesareia na Mauritânia
80. Cesareia na Numídia
81. Culu
82. Cissos
83. Celiana
84. Columnata
85. Corniculana
86. Cova
87. Cuicul
88. Diana
89. Dusa
90. Elefantária na Mauritânia
91. Eminenciana
92. Enera
93. Equízeto
94. Esfasféria
95. Falaba
96. Fata
97. Fesseë
98. Fico
99. Fidoloma
100. Flenucleta
101. Floriana
102. Flumenpiscense
103. Flumenzer
104. Forma
105. Fronta
106. Fussala
107. Gadiaufala
108. Garba
109. Gaudiaba
110. Gauriana
111. Gegos
112. Gêmelas na Numídia
113. Germânia na Numídia
114. Giba
115. Gilba
116. Giru de Marcelo
117. Giru Monte
118. Giro
119. Giro dos Tarásios
120. Gracianópolis
121. Gunugo
122. Guzabeta
123. Gipsária
124. Hipona
125. Hórrea
126. Hórrea dos Anínicos
127. Hóspita
128. Icósio
129. Ida na Mauritânia
130. Idassa
131. Idicra
132. Igilgilos
133. Ita
134. Iziriana
135. Izirzada
136. Jerafos
137. Jômnio
138. Jucundiana
139. Júlia Cesareia
140. Junca na Mauritânia
141. Lamasba
142. Lambesis
143. Lambiridos
144. Lândia
145. Lamígiga
146. Lâmpua
147. Lansortos
148. Lanzela
149. Castelo de Laro
150. Leges
151. Légia
152. Légis de Volumno
153. Lemelefa
154. Lenfocta
155. Lesvos
156. Liberália
157. Limata
158. Lugura
159. Macômades
160. Macômades Rusticiana
161. Macros
162. Macriana na Mauritânia
163. Madauro
164. Mades
165. Magarmel
166. Maiuca
167. Maliana
168. Manacenser
169. Maronana
170. Máscula
171. Masucaba
172. Matara na Numídia
173. Maturba
174. Maura
175. Mauriana
176. Maximiana na Numídia
177. Maxita
178. Mázaca
179. Média
180. Medianas dos Babuínos
181. Mesarfelta
182. Meta
183. Mídila
184. Milevo
185. Mina
186. Molicunza
187. Monte na Mauritânia
188. Monte na Numídia
189. Mopta
190. Moxoros
191. Múlia
192. Munícipa
193. Murcona
194. Murustaga
195. Mustos na Numídia
196. Mútecos
197. Mutugena
198. Nábala
199. Naratecata
200. Nasas
201. Nasbinca
202. Nebos
203. Nicives
204. Nigízubos
205. Negras Maiores
206. Noba
207. Nova Bárbara
208. Nova Césaris
209. Nova Germânia
210. Nova Petra
211. Nova Sina
212. Nova Esparsa
213. Novaliciana
214. Novica
215. Númida
216. Obos
217. Óboros
218. Octava
219. Oliva
220. Ópido Novo
221. Panatória
222. Partênia
223. Pauzera
224. Perdices
225. Pomária
226. Privata
227. Pudenciana
228. Púcia na Numídia
229. Quiza
230. Rápida
231. Régias
232. Regiana
233. Reperos
234. Respecta
235. Ressiana
236. Rotária
237. Rusado
238. Rusgúnias
239. Rusibisir
240. Rusícade
241. Rusticara
242. Rusubícaros
243. Rusucurru
244. Saldas
245. Sátafos
246. Sutais
247. Seleuciana
248. Seredelos
249. Serta
250. Serteos
251. Sesta
252. Isosceles
253. Sigus
254. Sila
255. Silos
256. Sínitis
257. Sínada na Mauritânia
258. Sistroniana
259. Sita
260. Sítifis
261. Sócia
262. Suava
263. Subar
264. Sucarda
265. Sufar
266. Sufasar
267. Suma
268. Súmula
269. Surista
270. Tabaicara
271. Tabla
272. Taborenta
273. Tábuda
274. Tabúnia
275. Tacarata
276. Tadámata
277. Tâmara
278. Tamagrista
279. Tamalula
280. Tamascanos
281. Tamazuca
282. Tanaramusa
283. Tarasa na Numídia
284. Tasacora
285. Tatiltos
286. Teglata na Numídia
287. Tagaste
288. Tagora
289. Tamúgados
290. Tebessa
291. Tiava
292. Tibilis
293. Tibuzabeto
294. Tinisa na Numídia
295. Tubunas na Numídia
296. Tubúrsico
297. Tuca na Mauritânia
298. Tuca na Numídia
299. Tidos
300. Tigamibena
301. Tigava
302. Tigilava
303. Tígisos na Mauritânia
304. Tígisos na Numídia
305. Tímicos
306. Timidana
307. Tingária
308. Tinista
309. Tipasa na Mauritânia
310. Tipasa na Numídia
311. Tisedos
312. Títulos na Numídia
313. Túbia
314. Tubunas na Mauritânia
315. Tubusupto
316. Túlia
317. Túrris Amênias
318. Túrris Concórdias
319. Túrris na Numídia
320. Túrris na Mauritânia
321. Túrris Rotunda
322. Turuda
323. Tuscâmia
324. Ubaba
325. Ubaza
326. Usinaza
327. Vada
328. Vadesos
329. Vagada
330. Vagal
331. Vageata
332. Vagara-a
333. Vâmala
334. Vanariona
335. Vanida
336. Vardimissa
337. Vatarba
338. Veges na Numídia
339. Velefos
340. Verrona
341. Véscera
342. Vico de César
343. Vico de Pacato
344. Vila Nova
345. Vila Régis
346. Vissalsa
347. Voncária
348. Voncariana
349. Vultúria
350. Zaba
351. Zabos
352. Zalata
353. Zarai
354. Zatara
355. Zerta
356. Zucabar

## Conferência Episcopal
A reunião dos bispos argelinos, em conjunto com os bispos da Líbia, Marrocos, Tunísia e Saara Ocidental forma a Conferência Episcopal Regional do Norte da África, que foi criada em 1966.

## Nunciatura Apostólica
A Nunciatura Apostólica da Argélia foi criada em 1972.

## Santos

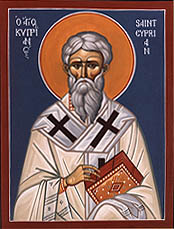
São Vítor I.

Segue uma lista de santos e de beatos relacionados ou nascidos na Argélia:
| - São Vítor I - São Cipriano de Cartago - Santo Agápito - São Tiago de Cirta - São Mariano de Cirta | - São Teógenes de Hipona - São Leôncio de Hipona - Santa Marciana da Mauritânia - São Vítor da Mauritânia - São Melquíades | - São Optato de Milevo - Santa Mônica de Hipona - Santo Agostinho de Hipona - São Gelásio I - Santo Arcádio | - Santo Adriano da Cantuária - São Serapião de Argel |

### Beatos
| - Francisco Zirano - Charles de Foucauld - Alain Dieulangard - Charles Decker - Christian Chessel - Esther Paniagua Alonso - Henri Vergès | - Jean Chevillard - María Caridad Álvarez Martín - Paul-Hélène Saint Raymond - Angèle-Marie (Jeanne Littlejohn) - Bibiane (Dénise Leclerc) - Odette Prévost - Bruno (Christian Lemarchand) | - Célestin Ringeard - Christian de Chergé - Christophe Lebreton - Luc (Paul Dochier) - Michel Fleury - Paul Favre-Miville - Pierre Lucien Claverie |